# 공무집행방해죄
| |
| 형법 刑法 |
| 형법학 · 범죄 · 형벌 죄형법정주의 |
| 범죄론 |
| 구성요건 · 실행행위 · 부작위범 간접정범 · 미수범 · 기수범 · 중지범 불능범 · 상당인과관계 고의 · 고의범 · 착오 과실 · 과실범 공범 · 정범 · 공동정범 공모공동정범 · 교사범 · 방조범 |
| 항변 |
| 위법성조각사유 · 위법성 · 책임 · 책임주의 책임능력 · 심신상실 · 심신미약 · 정당행위 · 정당방위 · 긴급피난 · 오상방위 · 과잉방위 · 강요된 행위                                     |
| 죄수 |
| 상상적 경합 · 연속범 · 병합죄 |
| 형벌론 |
| 사형 · 징역 · 금고 벌금 · 구류 · 과료 · 몰수 법정형 · 처단형 · 선고형 자수 · 작량감경 · 집행유예                                                                                  |
| 대인범죄 |
| 보통살인죄 · 존속살해죄 · 자살교사·방조죄 |
| 촉탁승낙살인죄 · 영아살해죄 · 낙태죄 |
| 상관살해죄 |
| 폭행죄 · 상해치사죄 · 절도죄 |
| 성범죄 · 성매매알선 · 강간죄 |
| 유괴 · 과실치사상죄 · |
| 대물범죄 |
| 손괴죄 · 방화죄 |
| 절도죄 · 강도죄 · 사기죄 |
| 사법절차 방해죄 |
| 공무집행방해죄 · 뇌물죄 |
| 위증죄 · 배임죄 |
| 미완의 범죄 |
| 시도 · 모의 · 공모 |
| 형법적 항변 |
| 자동증, 음주 & 착오 |
| 정신 이상 · 한정책임능력 |
| 강박 · 필요 |
| 도발 · 정당방위 |
| 다른 7법 영역 |
| 헌법 · 민법 · 형법 |
| 민사소송법 · 형사소송법 · 행정법 |
| 포털: 법 · 법철학 · 형사정책 |
| v • d • e • h |

공무집행방해죄(公務執行妨害罪)는 직무를 집행하는 공무원에 대하여 폭행 또는 협박하는 죄이다. 5년 이하의 징역 또는 1천만원 이하의 벌금에 처한다(136조 1항). 위계에 의한 공무집행방해죄도 존재한다. 형량은 같다(137조).

## 행위의 객체와 주체
행위의 객체(客體)는 공무원이며, 주체(主體)는 공무원에 의하여 그 직무의 집행을 받고 있는 자에 한하지 않는다.

## 직무의 집행
'직무의 집행'이란 직무를 행하는 것, 일반을 의미하며 강제력을 수반하는 경우에 한하지 않는다. '집행하는'이란 집무를 집행중인 경우뿐만 아니라, 곧 그 집행에 착수하려고 하는 경우도 포함한다.

### 학설의 입장
직무의 집행은 적법한 것임을 요하는가에 관하여 학설이 갈리는데 적법한 직무행위임을 요한다는 적극설이 통설이다. 적극설에 있어서도 적법여부의 인식기준에 관하여 법원이 법령을 해석하여 객관적으로 정한다는 객관설, 당해 공무원이 과실 없이 적법하다고 믿었는가 아닌가에 따라 결정해야 한다는 주관설, 일반인의 견해를 표준으로 해야 한다는 절충설로 갈라져 있다. 이 문제와 관련하여 공무원이 상관의 위법한 명령에 복종하여 그것을 집행한 경우에 이것을 적법한 직무집행 행위로 볼 것인가에 관하여 논의가 있다.

### 판례의 입장
판례는 '일단 그 행위가 공무원의 적법한 행위라고 인정될 수 있는 때에는 소위 공무집행에 해당된다고 해석하여야 한다'라고 판시하고 있다. 방해의 수단은 폭행·협박에 한한다. 유형력(有形力)의 행사, 심리적 압력은 직무의 집행이 방해될 위험성이 있을 정도라야 할 것이다. 그러나 현실로 공무집행이 방해될 필요는 없다.

## 죄수

### 공무원 수를 기준
동일한 공무를 집행하는 여럿의 공무원에 대하여 폭행, 협박 행위가 이루어진 경우에는 공무를 집행하는 공무원의 수에 따라 여럿이 공무집행방해죄가 성립하고, 위와 같은 폭행, 협박 행위가 동일한 장소에서 동일한 기회에 이루어진 것으로서 사회관념상 1개의 행위로 평가되는 경우에는 여럿이 공무집행방해죄는 상상적 경합의 관계에 있다.

### 죄수
직무를 집행하는 공무원에 대하여 위험한 물건을 휴대하여 고의로 상해를 가한 경 우에는 특수공무집행방해치상죄만 성립할 뿐, 이와는 별도로 폭력행위 등 처벌에 관한 법률 위반(집단•흉기 등 상해)죄를 구성하지 않는다

## 판례

### 긍정
- 경찰관이 도로를 순찰하던 중 벌금 미납으로 수배된 피고인과 조우(遭遇)하여 형집행장을 소지하지 아니한 채 급속을 요하여 그에게 형집행 사유와 더불어 형집행장이 발부되어 있는 사실을 고지하고 벌금 미납으로 인한 노역장 유치의 집행을 위해 구인하려 하였는데, 피고인이 이에 저항하여 그 경찰관을 폭행한 경우 공무집행방해죄가 성립한다.[3]
- 등기신청인이 제출한 허위의 소명자료 등에 대하여 등기관이 나름대로 충분히 심사를 하였음에도 이를 발견하지 못하여 등기가 마쳐지게 되었다면 위계에 의한 공무집행방해죄가 성립할 수 있다.[4]
- 검문 중이던 경찰관들이 자전거를 이용한 날치기 사건 범인과 흡사한 인상착의의 피고인이 자전거를 타고 다가오는 것을 발견하고 정지를 요구하였으나 멈추지 않아 앞을 가로막고 검 문에 협조해 달라고 하였음에도 불응하고 그대로 전진하자 따라가서 재차 앞을 막고 검문에 응하라고 요구하였는데 이에 피고인이 경찰관들의 멱살을 잡아 밀치는 등 항의하면서 폭행한 경우[5]
- 폭력행위 등 전과 12범인 피고인이 자신이 운영하는 술집에서 떠들며 놀다가 주민의 신고를 받고 출동한 경찰로부터 조용히 하라는 주의를 받은 것에 앙심을 품고 새벽 4시에 파출소에 뒤쫓아가 “우리 집에 무슨 감정이 있느냐, 이 순사새끼들 죽고 싶으냐.”는 등의 폭언을 한 경우[6]
- 음주운전을 하다가 교통사고를 야기한 후 그 형사처벌을 면하기 위하여 타인의 혈액을 자신의 혈액인 것처럼 교통사고 조사 경찰관에게 제출하여 감정하도록 한 행위에 대하여 위계에 의한 공무집행방해죄가 성립한다.[7]

### 부정
- 법령에서 어떤 행위의 금지를 명하면서 이를 위반하는 행위에 대한 벌칙을 두는 한편, 공무원 으로 하여금 그 금지규정의 위반 여부를 감시·단속하게 하고 있는 경우 그 공무원에게는 금지규정 위반행위의 유무를 감시하여 확인하고 단속할 권한과 의무가 있다 할 것인데, 만약 어떠한 행위가 공무원 이 관계 법령이 정한 바에 따라 금지규정 위반행위의 유무를 충분히 감시하여 확인하고 단속하더라도 이를 발견하지 못할 정도에 이른 것이라면 이는 위계에 의하여 공무원의 감시·단속업무를 적극적으로 방해한 것으로서 위계에 의한 공무집행방해죄가 성립된다고 할 것이지만, 그와 같은 행위가 이에 이르지 않고 단순히 공무원의 감시·단속을 피하여 금지규정에 위반하는 행위를 한 것에 불과하다면 이는 공무원의 불충분한 감시·단속에 기인한 것이지, 행위자 등의 위계에 의하여 공무원의 감시·단속에 관한 직무가 방해되었다고 할 수 없을 것이어서 위계에 의한 공무집행방해죄가 성립된다고 할 수 없다.[8]
- 위법한 집회·시위가 장차 특정지역에서 개최될 것이 예상된다고 하더라도, 이와 시간적·장소적으로 근접하지 않은 다른 지역에서 그 집회·시위에 참가하기 위하여 출발 또는 이동하는 행위를 함부로 제지하는 것은 공무집행방해죄의 보호대상이 되는 공무원의 적법한 직무집행이 아니다.[9]
- 피고인이 차량을 일단 정차한 다음 경찰관의 운전면허증 제시요구에 불응하고 다시 출발하는 과정에서 경찰관이 잡고 있던 운전석 쪽의 열린 유리창 윗부분을 놓지 않은 채 어느 정도 진 행하다가 차량속도가 빨라지자 더 이상 따라가지 못하고 손을 놓아버린 경우[10]
- 현행범인으로서의 요건을 갖추고 있었다고 인정되지 않는 상황에서 경찰관들이 동행을 거부 하는 자를 체포하거나 강제로 연행하려고 하자 피고인이 강제연행을 거부하는 자를 도와 경 찰관들에 대하여 폭행을 하는 등의 방법으로 그 연행을 방해한 경우[11]
- 경찰관이 벌금형에 따르는 노역장 유치의 집행을 위하여 형집행장을 소지하지 아니한 채 피 고인을 구인할 목적으로 그의 주거지를 방문하여 임의동행의 형식으로 데리고 가다가, 피고인 이 동행을 거부하며 다른 곳으로 가려는 것을 제지하면서 체포․구인하려고 하자 피고인이 이를 거부하면서 경찰관을 폭행한 경우[12]
- 폭행․협박․위계가 아닌 방법으로 공무원이 직무상 수행하는 공무를 방해한 경우에는 공무집행방해죄는 물론 업무방해죄로도 처벌할 수 없다.[13]
- 민사소송을 제기하면서 피고의 주소를 허위로 기재하여 법원공무원으로 하여금 변론기 일소환장 등을 허위주소로 송달하게 하더라도 위계에 의한 공무집행방해죄가 성립하지 않는다.[14]
- 민원인이 경찰청 민원실에서 욕설을 하고 소란을 피우는 등 위력으로 공무원의 직무집행을 방해한 경우, 공무집행방해죄는 물론 업무방해죄도 성립하지 아니한다.[15]
- 법원에 가처분신청시 당사자가 허위주장을 하거나 허위증거를 제출한 경우, 위계에 의한 공무집행방해죄가 성립하지 아니한다.[16]
- 운전자가 과속단속카메라에 촬영되더라도 불빛을 반사시켜 차량 번호판이 식별되지 않도록 하는 기능이 있는 제품을 차량 번호판에 뿌린 상태로 차량을 운행한 경우, 위계에 의한 공무집행방해죄가 성립하지 아니한다.[17]
- 경찰관이 적법절차를 준수하지 않은 채 실력으로 현행범인을 연행하려 하였다면 공무집행방해죄에서 말하는 적법한 공무집행이라고 할 수 없다.[18]
- 달아나는 피의자를 쫓아가 붙들거나 폭력으로 대항하는 피의자를 실력으로 제압하는 경우에 적법한 현행범인 체포라고 하려면, 피의자를 붙들거나 제압하는 과정에서 피의사실의 요지 등을 고지하거나, 그것이 여의치 않은 경우에는 일단 붙들거나 제압한 후에 지체 없이 고지하여야 한다.[19]
- 경찰관 甲이 음주운전을 종료한 후 40분 이상이 경과한 시점에서 길가에 앉아 있던 운전자를 술냄새가 난다는 점만을 근거로 음주운전의 현행범으로 체포한 것은 적법한 공무집행으로 볼 수 없다.[20]
- 경찰관의 체포행위가 적법한 공무집행을 벗어나 불법하게 체포한 것으로 볼 수밖에 없다면, 피의자가 그 체포를 면하려고 반항하는 과정에서 경찰관에게 상해를 가한 경우, 공무집행방해죄 및 상해죄가 성립하지 아니한다.[21]
- 어떠한 행위가 공무원이 관계 법령에 따라 금지규정 위반행위의 유무를 충분히 감시하여 확인·단속하더라도 이를 발견하지 못할 정도에 이른 경우, 위계에 의한 공무집행방해죄의 성립 여부(적극)[22]
- ‘적법한 공무집행’이란 그 행위가 공무원의 추상적 권한에 속할 뿐 아니라 구체적 직무집행에 관한 법률상 요건과 방식을 갖춘 경우를 말한다.[23]
- 불법주차 스티커를 피고인 차량에 붙인 행위나 과태료 부과고지서를 떼어 낸 행위만을 따로 분리하여 그러한 시점에 직무수행이 종료되고 공무원이 피고인에 대하여 별개의 조치를 취하거나 다른 차량에 대한 단속에 착수할 때에 직무수행이 재개된다고 보는 것은 부적절하고, 공무원의 위와 같은 여러 종류의 행위를 포괄하여 일련의 직무수행으로 파악함이 상당하다 할 것이다(공무집행방해죄가 성립한다)[24]
- 법령에서 어떤 행위의 금지를 명하면서 이를 위반하는 행위에 대한 벌칙을 두는 한편, 공무원으로 하여금 그 금지규정의 위반 여부를 감시, 단속하게 하고 있는 경우 그 공무원에게는 금지 규정 위반행위의 유무를 감시하여 확인하고 단속할 권한과 의무가 있으므로 단순히 공무원의 감시 단속을 피하여 금지규정에 위반하는 행위를 한 것에 불과하다면 그에 대하여 벌칙을 적용하는 것은 별론으로 하고 그 행위가 위계에 의한 공무집행방해죄에 해당하는 것이라고는 할 수 없다.[25]

### 공무집행을 방해할 의사
- 공무집행방해죄의 경우 공무집행을 방해할 의사는 필요하지 않지만, 위계에 의한 공무집행방해죄의 경우에는 공무집행을 방해할 의사를 필요로 한다.[26]
- 의경 A가 피고인에게 운전면허증 제시를 요구하였으나 피고인이 그대로 출발하므로 A가 차량 유리창 윗부분을 놓지 않은 채 10～15ｍ 가량을 걸어서 따라가다가 차량속도가 빨라지자 중간에 손을 놓은 경우 공무집행방해죄는 성립하지 아니한다.[27]
- 경찰관의 임의동행 요구에 거부하면서 자신의 방으로 들어가 가슴에 칼을 들이대면서 “죽어버리겠다”고 말한 경우 공무집행방해죄는 성립하지 아니한다.[28]
- 어업허가신청권자가 어업허가를 받을 수 없는 자임을 알면서도 담당공무원이 실태조사를 하지 않고 오히려 부하 직원에게 어업허가처리 기안문을 작성하게 한 다음 스스로 중간결재를 한 후 그 정을 모르는 농수산국장의최종결재를 받았다면, 작위범인 위계에 의한 공무집행방해죄 만이 성립하고 부작위범인 직무유기죄는 따로 성립하지 아니한다.[29]

### 특수공무집행방해죄
- 甲의 집이 소란스럽다는 주민들의 112신고를 받고 출동한 경찰관 A가 甲에게 인터폰으로 문을 열어달라고 하였으나 욕설을 하고 문을 열어주지 않아, A가 甲을 만나기 위해 전기차단기를 내리자 화가 난 甲이 식칼을 들고 나와 욕설을 하면서 A를 향해 찌를 듯이 협박한 경우, 특수공무집행방해죄에 해당한다.[30]
- 도심광장에 무단설치된 천막에 대해 ｢행정대집행법｣이 정한 계고 및 대집행영장에 의한통지절차를 거치지 아니하고 행하는 공무원 A의 철거대집행에 대항하여, 甲이 A에게 폭행· 협박을 가한 행위는 특수공무집행방해죄에 해당하지 않는다.[31]
- 법외 단체인 전국공무원노동조합의 지부가 당초 공무원직장협의회의 운영에 이용되던 군청사시설인 사무실을 임의로 사용하자, 지방자치단체장이 자진폐쇄 요청 후 행정대집행법에 따라 행정대집행을 하였는데, 피고인들과 위 지부 소속 공무원들이 위 집행을 행하던 공무원들에게 대항하여 폭행 등 행위를 한 경우, 특수공무집행방해죄가 성립한다.[32]

### 특수공무집행방해치사상죄
- 재개발지역 내 주민들이 철거에 반대하여 건물 옥상에 망루를 설치하고 농성하던 중 피 고인 등이 던진 화염병에 의해 발생한 화재로 일부 농성자 및 진압작전 중이던 일부 경찰 관이 사망하거나 상해를 입은 경우 경찰의 위 농성 진압작전을 위법한 직무수행으로 볼 수 없으므로 피고인들에게 특수공무집행방해치사상죄 등이 성립한다.[33]

### 공무원이 아닌 경우
- 국민권익위원회 운영지원과 소속 기간제근로자로서 청사 안전관리 및 민원인 안내 등의 사무를 담당한 A의 업무를 甲이 방해한 경우, A는 법령의 근거에 기하여 국가 등의 사무에 종사하는 형법상 공무원으로 보기 어려워 甲을 공무집행방해죄로 처벌할 수 없다.[34]
- 불법주차 차량에 불법주차 스티커를 붙였다가 이를 다시 떼어 낸 직후에 있는 주차단속 공무원을 폭행한 경우 공무집행방해죄가 성립한다.[35]
- 현실적으로 구체적 업무를 처리하고 있지는 않다 하더라도 자기 자리에 앉아 있는 것만으로도 업무의 집행으로 볼 수 있을 때에는 역시 직무집행 중에 있는 것으로 보아야 하고, 직무 자체의 성질이 부단히 대기하고 있을 것을 필요로 하는 것일 때에는 대기 자체를 곧 직무행위로 보아야 할 경우도 있다.[36]
- 현행범을 체포함에 있어서는 체포 당시에 헌법 및 형사소송법에 규정된 바와 같이 피의자에 대하여 범죄사실의 요지, 체포 또는 구속의 이유와 변호인을 선임할 수 있음을 말하고 변명할 기회를 주는 등 적법절차를 준수하여야 함에도 현행범으로 체포한다는 사실조차 고지하지 아니한 채 실력으로 연행하려 하였다면 그 의경의 행위는 적법한 공무집행으로 볼 수 없다.[37]
- 법정형이 5만원 이하의 벌금, 구류 또는 과료에 해당하는 경미한 범죄의 현행범을 강제로 연행하려고 하는 경찰관의 행위는 적법한 공무집행이라고 볼 수 없다.[38]
- 경찰관이 공무를 집행하고 있는 파출소 사무실의 바닥에 인분이 들어있는 물통을 집어던지고 책상위에 있던 재떨이에 인분을 퍼담아 사무실 바닥에 던지는 행위는 공무집행방해죄를 구성한다[39]
- 한편 당직자로서 그 직무가 국회의원의 의사활동과 밀접한 관련성이 있어 소속 정당 국회의원의 지시에 따라 회의장 앞으로 소집된 피고인 손대종, 박종만이 민주당 소속 외통위 위원들을 회의장으로 들여보내기 위하여 그들과 함께 출입문을 막고 있는 국회 경위들을 밀어내는 과정에서 국회 경위들의 옷을 잡아당기는 등의 행위를 하였다고 하더라도, 이러한 행위는 적법성이 결여된 직무행위를 하는 공무원에게 대항하여 한 것에 지나지 아니하므로 공무집행이 적법함을 전제로 하는 공무집행방해죄는 성립하지 않는다고 보아야 할 것이다.[40]
- 헌법 제12조 제5항 전문, 형사소송법 제213조의2, 제72조의 규정 등에 의하면 사법경찰관리가 현행범인을 체포하는 경우에는 반드시 범죄사실의 요지, 구속의 이유와 변호인을 선임할 수 있음을 말하고 변명할 기회를 주어야 할 것임이 명백하므로, 경찰관이 위 적법절차를 준수하지 아니한 채 실력으로 현행범인을 연행하려고 하였다면 적법한 공무집행이라고 할 수 없고[41], 경찰관의 현행범 체포행위가 적법한 공무집행을 벗어나 불법하게 체포한 것으로 볼 수밖에 없다면, 현행범이 그 체포를 면하려고 반항하는 과정에서 경찰관에게 상해를 가한 것은 불법 체포로 인한 신체에 대한 현재의 부당한 침해에서 벗어나기 위한 행위로서 정당방위에 해당하여 위법성이 조각된다[42].
- 형법 제l44조 제1항의 특수공무집행방해죄에 있어서 위험한 물건을 '휴대하여'라는 말에는 소지한다는 뜻 뿐만 아니라 널리 이용한다는 뜻도 있다[43].
- 경찰서에 설치되어 있는 보호실은 영장대기자나 즉결대기자 등의 도주방지와 경찰업무의 편의 등을 위한 수용시설로서 사실상 설치, 운영되고 있으나 현행법상 그 설치근거나 운영 및 규제에 관한 규정이 없고, 일단 그 장소에 유치되는 사람은 그 의사에 기하지 아니하고 일정장소에 구금되는 결과가 되므로, 구속영장을 발부받음이 없이 피의자를 보호실에 유치함은 영장주의에 위배되는 위법한 구금으로 적법한 공무수행이라고 볼 수 없어 공무집행방해죄가 성립하지 않는다[44]
- 일과시간 중 정복을 입고 근무하는 주차단속공무원이 피고인이 없을 때 불법주차 스티커를 피고인 차량에 붙인 후 피고인이 오는 것을 보고 휠체어를 탄 장애인이라는 것을 알고 과태료 부과고지서를 다시 떼어 낸 직후 피고인이 격분하여 주차단속공무원을 폭행한 경우에는 공무집행방해죄가 성립한다[45].
- 변호사가 접견을 핑계로 수용자를 위하여 휴대전화와 증권거래용 단말기를 구치소 내 로 몰래 반입하여 수용자로 하여금 이용하게 한 경우에는 위계에 의한 공무집행방해죄가 성립한다[46].
- 당사자가 행정청에 사실과 다른 신청사유를 주장하면서 이에 들어맞는 거짓 소명자료를 첨부하여 제출한 경우 행정청이 관계 법령에 따라 인.허가요건에 해당하는지 여부에 관하여 충분히 심사하였으나 신청사유와 소명자료가 거짓임을 발견하지 못하여 인.허가 처분을 하게 된 경우 위계에 의한 공무집행방해쇠가 성립된다[47]
- 음주운전을 하다가 교통사고를 야기한 후 그 형사처벌을 면하기 위하여 타인의 혈액을 자신의 혈액인 것처럼 교통사고 조사 경찰관에게 제출하여 감정하도록 한 경우， 위계에 의한 공무집행방해죄가 성립한다[48].
- 공무집행방해죄에 있어서 협박이라 함은 상대방에게 공포심을 일으킬 목적으로 해악을 고지하는 행위를 의미하는 것으로서 고지하는 해악의 내용이 그 경위， 행위 당시의 주위 상황， 행위자의 성향， 행위자와 상대방과의 친숙함의 정도， 지위 등의 상호관계 등 행위 당시의 여러 사정을 종합하여 객관적으로 상대방으로 하여금 공포심을 느끼게 하는 것이어야 한다[49].
- 위계에 의한 공무집행방해죄에서의 공무원의 직무집행이란 법령의 위임에 따른 공무원의 적법한 직무집행인 이상 공권력의 행사를 내용으로 하는 권력적 작용뿐만 아니라 사경제주체로서의 활동을 비롯한 비권력적 작용도 포함된다[50].
- 행정관청이 사실을 층분히 확인하지 아니한 채 출원자가 제출한 허위의 출원사유나 허위의 소명자료를 가볍게 믿고 인가 또는 허가를 하였다면， 이는 행정관청의 불층분한 심사에 기인한 것으로서 출원자의 위계에 의한 것이었다고 할 수 없어 출원자의 행위는 위계에 의한 공무집행방해죄를 구성하지 않는다[51].
- 특수공무집행방해치상죄는 원래 결과적가중범이기는 하지만， 이는 중한 결과에 대한 예견가능성이 있었음에도 불구하고 예견하지 못한 경우뿐만 아니라 그 결과에 대한 고의가 있는 경우까지도 포함하는 부진정결과적가중범이다[52].
- 피고인이， 출원인이 어업허가를 받을 수 없는 자라는 사실을 알면서도 그 직무상의의 무에 따른 적절한 조치를 취하지 않고 오히려 부하직원으로 하여금 어업허가 처리기안 문을 작성하게 한 다음 피고인 스스로 중간결재를 하는 등 위계로써 능수산국장의 최종결재를 받았다면， 직무위배의 위법상태가 위계에 의한 공무집행방해행위 속에 포함되어 있는 것이라고 보아야 할 것이므로, 이와 같은 경우에는 작위범인 위계에 의한 공무집행방해죄만이 성립하고 부작위범인 직무유기죄는 따로 성립하지 아니한다[53]
- 경찰이 작성한 진술조서가 미완성이고 작성자와 진슬자가 서명.날인 또는 무인한 것이 아니어서 공문서로서의 효력이 없다고 하더라도 형법 제141조 제l항이 규정하고 있는 공용서류은닉죄의 객체가 된다[54]
- 노동조합관계자들과 사용자측 사이에 다툼을 수습하려 하였으나 노동조합측이 지시에 따르지 않자 경비실 밖으로 나와 회사의 노사분규 동향을 파악하거나 파악하기 위해 대기 또는 준비 중이던 근로감독관을 폭행한 행위는 공무집행방해죄를 구성한다[55]

- 피고인이 지구대 내에서 약 1시간 이상 큰 소리로 경찰관을 모욕하는 말을 하고, 그 곳 의자에 드러눕거나 다른 사람들에게 시비를 걸고 그 과정에서 경찰관들이 피고인을 내보낸 뒤 문을 잠그자 다시 들어오기 위해 출입문을 계속해서 두드리거나 잡아당기는 등 소란을 피운 경우, 이는 공무원에 대한 간접적인 유형력의 행사로 볼 수 있어 공무집행방해죄가 성립한다.[56]

- 구체적이고 현실적으로 감시·단속 업무를 수행하는 공무원에 대하여 위계를 사용하여 업무집행을 못하게 하였다면 위계에 의한 공무집행방해죄가 성립하지만, 단순히 공무원의 감시·단속을 피하여 금지규정을 위반한 것에 지나지 않는다면 그에 대하여 벌칙을 적용하는 것은 별론으로 하고 그 행위가 위계에 의한 공무집행방해죄에 해당한다고 할 수 없다.[57]

- 공무집행방해죄는 공무원의 적법한 공무집행이 전제로 된다 할 것이고, 그공무집행이 적법하기 위하여는 그 행위가 당해 공무원의 추상적 직무권한에 속할 뿐 아니라 구체적으로도 그 권한 내에 있어야 하며 또한직무행위로서의 중요한 방식을 갖추어야 한다고 할 것이며, 추상적인 권한에 속하는 공무원의 어떠한 공무집행이 적법한지 여부는 행위 당시의구체적 상황에 기하여 객관적 합리적으로 판단하여야 하고 사후적으로 순수한 객관적 기준에서 판단할 것은 아니라고 할 것이다[58]
- 직무를 집행하는 공무원에 대하여위험한물건을 휴대하여 고의로 상해를 가한 경우에는 특수공무집행방해치상죄만 성립할 뿐, 이와는 별도로 폭력행위 등 처벌에 관한 법률 위반(집단·흉기 등 상해)죄를 구성하지 않는다[59]
- 피고인이 개인택시 운송사업면허를 받은 지 5년이 경과되지아니하여 원칙적으로 개인택시 운송사업을 양도할 수 없는 사람 등과사이에 마치 그들이 1년 이상의 치료를 요하는 질병으로 인하여 직접운전할 수 없는 것처럼 가장하여 개인택시 운송사업의 양도·양수인가를 받기로 공모한 후, 질병이 있는 노숙자들로 하여금 그들이 개인택시 운송사업을 양도하려고 하는 사람인 것처럼 위장하여 의사의 진료를 받게 한 다음, 그 정을 모르는 의사로부터 환자가 개인택시 운송사업의 양도인으로 된 허위의 진단서를 발급받아 행정관청에 개인택시 운송사업의 양도·양수 인가신청을 하면서 이를 소명자료로 제출하여 진단서의 기재 내용을 신뢰한 행정관청으로부터 인가처분을 받은 경우, 위계에 의한 공무집행방해죄가 성립한다[60]
- 국립대학교의 전임교원 공채심사위원인 학과장 甲이 지원자 乙의 부탁을받고이미 논문접수가 마감된 학회지에 乙의 논문이 게재되도록 도운행위는다소 부적절한 행위라고 볼 수 있지만, 그 후 甲이 연구실적 심사의기준을 강화하자고 제안한 것은 해당 학과의 전임교원 임용 목적에 부합하는 것으로서 공정한 경우에 해당하므로, 설사 甲의 행위가 결과적으로는 乙에게 유리한 결과가 되었다 하더라도 형법 제137조에서 말하는 ‘위계’에 해당하지 않는다[61]
- 공무집행방해죄에 있어서의 직무를 집행하는 공무원이라는 사실, 그리고 이에 대하여 폭행 또는 협박을 한다는 사실을 인식하는 것을 그 내용으로 하고, 그 인식은 불확정적인 것이라도 소위 미필적 고의가 있다고 보아야 하며, 그 직무집행을 방해할 의사를 반드시 필요하지 않는다[62]

## 참고 문헌
- 박달현. "재량권남용과 공무집행방해죄 (대법원 1992 . 4 . 28 , 92도220 판결): 음주측정불응죄와 관련하여 ." 안암 법학 -.10 (1999): 115-134.
- 김병수. "위력에 의한 공무집행방해죄." 법학연구 19.1 (2016): 181-204.
- 한가람. "공무집행방해죄에 관한 연구." 국내석사학위논문 경북대학교 대학원, 2017. 대구
- 김정중. "공무집행방해죄와 경찰권발동에 관한 연구." 국내석사학위논문 부산대학교 대학원, 2016. 부산

## 같이 보기
- 업무방해죄
- 대한민국 형법 제136조
- 대한민국 형법 제137조